# Marc Popil·li Lenat (cònsol 139 aC)
Marc Popil·li Lenat (llatí: Marcus Popillius M. f. P. n. Laenas) va ser un magistrat romà del segle ii aC. Era fill de Marc Popil·li Lenat, cònsol l'any 173 aC. Formava part de la gens Popíl·lia, i era de la família dels Popil·li Lenat, d'origen plebeu.
Va ser elegit cònsol l'any 139 aC, juntament amb Gneu Calpurni Pisó. L'any següent va anar a Hispània Citerior com a procònsol. El seu predecessor en el càrrec havia estat Quint Pompeu Aulus, que havia signat un tractat desfavorable amb els numantins durant la Guerra de Numància que el senat no havia acceptat. Va exigir la rendició de la ciutat i els habitants de Numància s'hi van negar, exigint el compliment de l'acord que havien signat. El senat va decidir continuar la guerra i va ordenar a Popil·li Lenat que ataqués la ciutat, però va ser derrotat amb pèrdues considerables.